# Buriti dos Lopes (ort)
Buriti dos Lopes är en ort i Brasilien.   Den ligger i kommunen Buriti dos Lopes och delstaten Piauí, i den nordöstra delen av landet, 1 600 km norr om huvudstaden Brasília. Buriti dos Lopes ligger 23 meter över havet och antalet invånare är 9 475.
Terrängen runt Buriti dos Lopes är platt, och sluttar västerut. Runt Buriti dos Lopes är det ganska glesbefolkat, med 22 invånare per kvadratkilometer.. Det finns inga andra samhällen i närheten. 
Omgivningarna runt Buriti dos Lopes är huvudsakligen savann.